# Robijn (wasmiddel)
Robijn is een Nederlands wasmiddel en wasverzachter van Unilever. Als merk is Robijn het grootste wasmiddelen- en wasverzachtermerk in Nederland, met een aandeel van circa 35% (cijfer 2006). Tot circa 2003 had Robijn vooral een fijnwasimago. Daarna kwam het concern met varianten voor gekleurde (2004) en de witte was (2006).
Kenmerkende campagnes van het wasmiddelmerk waren gebaseerd rond Frank Govers met als bekendste frase "Trouwens, mooie blouse heb je aan. Nieuw?" waarop tegenspeelster Anja Winter antwoordde "Nee, Robijn Intensief".
Na de dood van Govers werd na enkele omzwervingen uiteindelijk gekozen voor een campagne rond het thema "Robijn doet de was bij...". Hierbij worden bekende Nederlanders gefilmd tijdens het thuis doen van de was, telkens met één specifiek Robijnproduct. Anno 2008 is dit nog steeds het gebruikte concept voor Robijn en hebben Karin Bloemen (Fleur & Fijn), Isa Hoes (White Satin), Leontine Ruiters (Color), Sylvana Simons (Color), Jules Deelder (Black Velvet), Leco van Zadelhoff (Stralend Wit), Sonja Bakker (Klein & Krachtig), Gordon (Klein & Krachtig) en Wendy van Dijk reeds gefigureerd in deze campagne.
Bij de wasverzachtervariant van het merk staat het beertje "Robijntje" centraal. Deze beer was in 2005 25 jaar door Robijn in gebruik. In reclames werd in de vroege jaren vooral gewerkt met poppen van de beer, waarna begin jaren negentig door nieuwe animatietechnieken de beer als animatie in reclames optrad. Naast het aanprijzen van geurvarianten van de wasverzachterreeks, werd de beer ook ingezet om het gebruik van nieuwe additieven uit te leggen, zoals Robijn Refresh, dat op al het gewassen wasgoed gespoten kon worden, en Robijn Vaporesse, dat via een strijkijzer gedoseerd moest worden. Vrij regelmatig geeft het wasverzachterconcern een themabeer weg bij aankoop van enkele flessen product.
Het merk werd oorspronkelijk geproduceerd door de Zwolse zeepfabriek De Fenix, die in 1964 werd overgenomen door Unilever. Sinds 1994 maakt Unilever de producten elders.
Binnen de Unilever-portfolio wordt Robijn gekenmerkt als een local jewel, wat inhoudt dat het als een zelfstandig merk kan functioneren binnen een wereldwijde portfolio van merken. Binnen deze wereldwijde portfolio worden doorgaans wel andere merken gehanteerd voor de wasverzachter- en wasmiddelencomponent.

## Trivia

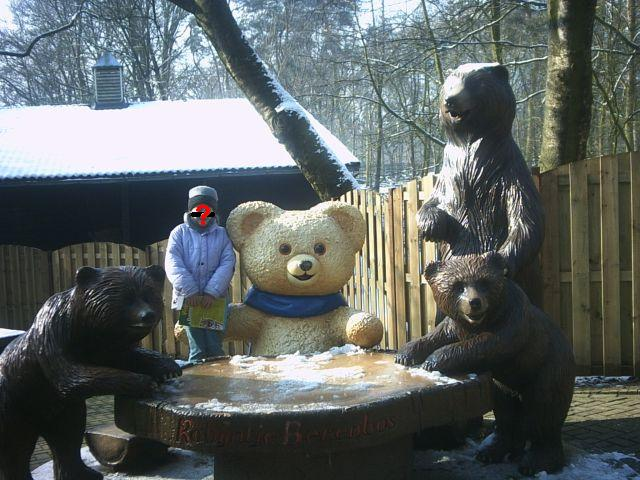
Ingang van het berenbos

- De beer Robijntje was tevens te zien in het Ouwehands Dierenpark in Rhenen, bij het begin van het (deels door Robijn gesponsorde) Robijntje berenbos.